# 13 avril
Pour les articles homonymes, voir Treize-Avril.
13 mars 13 mai
Chronologies thématiques
- Croisades
- Ferroviaires
- Sports
- Disney
- Anarchisme
- Catholicisme

Abréviations / Voir aussi
- (° 1852) = né en 1852
- († 1885) = mort en 1885
- a.s. = calendrier julien
- n.s. = calendrier grégorien
- Calendrier
- Calendrier perpétuel
- Liste de calendriers
- Naissances du jour

Le 13 avril est le 103e jour, moins souvent le 104e, de l'année du calendrier grégorien ; il en reste ensuite 262.
Son équivalent était généralement le 24e jour du mois de germinal dans le calendrier républicain / révolutionnaire français, officiellement dénommé jour de la roquette (la plante).

## Événements

### XIIIesiècle
- 1204 : victoire des Croisés au siège de Constantinople commencé la veille 12 avril pendant la quatrième croisade, les vainqueurs massacrent, violent et pillent bien que la ville soit majoritairement chrétienne.

### XVIesiècle
- 1598 : Nantes, dernière grande ville aux mains de la Ligue, ouvre ses portes à Henri IV, qui y fait rédiger l’édit mettant fin aux guerres de religion, promulgué quelques semaines plus tard[1].

### XVIIesiècle
- 1612 : duel entre Sasaki Kojirō et Miyamoto Musashi.
- 1640 : en Angleterre, débute le Court Parlement qui ne durera que trois semaines[2].

### XVIIIesiècle
- 1777 : victoire de Charles Cornwallis à la bataille de Bound Brook pendant la guerre d'indépendance américaine.
- 1793 : bataille des Aubiers pendant la guerre de Vendée.
- 1796 : bataille de Millesimo se soldant par une victoire française, lors de la campagne d'Italie.

### XIXesiècle
- 1829 : au Royaume-Uni, les catholiques obtiennent le droit de vote.
- 1849 : Lajos Kossuth présente à l'assemblée la Déclaration d'indépendance de la Hongrie.
- 1861 : la reddition de fort Sumter marque le début de la guerre de Sécession.
- 1873 : massacre de Colfax pendant la reconstruction américaine.

### XXesiècle
- 1909 : incident du 31 mars (le 13 avril est le 31 mars du calendrier rumi), pendant la contre-révolution ottomane de 1909.
- 1919 : massacre d'Amritsar. Les soldats britanniques tuent plusieurs centaines d'Indiens lors d'un rassemblement politique pacifique.
- 1941 : le pacte nippo-soviétique est signé.
- 1943 : Radio-Berlin rend publique la découverte de l'exécution soviétique de prisonniers polonais lors du massacre de Katyń.
- 1945 : 
  - massacre de Gardelegen dans le nord de l'Allemagne.
  - l'offensive Vienne se conclut par une victoire de l'Armée rouge.
- 1948 : massacre du convoi pour l'hôpital du mont Scopus.
- 1953 : le directeur de la CIA Allen Dulles lance le projet MK-Ultra de manipulation mentale.
- 1972 : début de la bataille d'An Loc pendant la guerre du Viêt Nam.
- 1975 :
  - début de la guerre du Liban.
  - assassinat de François Tombalbaye lors d'un coup d'État au Tchad.

### XXIesiècle
- 2012 : lancement du satellite de communications Kwangmyŏngsŏng 3 par la république populaire démocratique de Corée.
- 2013 : le premier cas humain d'infection par le virus H7N9 est recensé à Pékin.
- 2017 :
  - l'ONU décide de mettre fin à la mission des Casques bleus en Haïti après 13 années de présence.
  - Les États-Unis bombardent une position de l'État islamique en Afghanistan en utilisant pour la première fois leur plus puissante bombe non nucléaire la MOAB.

- 2024 : l'Iran envoie sur Israël trois centaines de projectiles — drones Shahed 136, missiles balistiques et de croisière — (photo) qui causent une trentaine de blessés[3].
- 2025 : 
  - au Gabon, Brice Oligui Nguema (photo du haut) est élu président dès le premier tour avec 90,35 % des voix.
  - en Équateur, Daniel Noboa (photo du bas) est réélu au second tour avec 55,60 % des voix.

## Arts, culture et religion
- 1059 : bulle du pape Nicolas II réservant le droit d'élire le pape aux seuls cardinaux.
- 1742 : création du Messiah de Georg Friedrich Haendel.
- 1953 : parution au Royaume-Uni de Casino Royale, premier roman de Ian Fleming mettant en scène le personnage de James Bond.
- 1964 : Sidney Poitier est le premier acteur noir à recevoir l'Oscar du meilleur acteur pour son rôle dans Le Lys des champs (Lilies of the Field) réalisé par Ralph Nelson (voir aussi 11 et 12 avril 1968).
- 2009 : création de la bande dessinée en ligne ou webcomic Homestuck.
- 2014 : Jean-Paul II est nommé saint patron des Journées mondiales de la jeunesse par le pape François[4].

## Sciences et techniques
- 1970 : explosion du réservoir d'oxygène du module de service de la mission spatiale américaine Apollo 13 qui aura fait dire flegmatiquement à son astronaute membre d'équipage Jack Swiggert (interprété plus tard par Tom Hanks au cinéma) à leur base terrestre de la NASA : « Houston, we have a problem (Houston, on a un problème) »[5].
- 2029 voire Pâques 2036 : passage de l’astéroïde Apophis à son point le plus proche de la Terre (avant un nouveau passage au XXIXe siècle également à venir ?)[6].

## Économie et société
- 1946 : vote de la loi « Marthe Richard » ordonnant la fermeture des maisons closes en France.
- 1977 : enlèvement du directeur général de Fiat France Luchino Revelli-Beaumont.
- 1992 : inondation de Chicago dont principalement le quartier du Loop (Downtown Chicago).
- 2005 : le Groupe Caisse d'épargne décide de rémunérer les comptes courants dès le premier euro, première grande enseigne bancaire française à proposer ce type de produit.

## Naissances

### XVIesiècle
- 1506 : Pierre Favre, jésuite savoyard et cofondateur de la Compagnie de Jésus († 1er août 1546).
- 1519 : Catherine de Médicis, reine de France par mariage puis régente de France († 5 janvier 1589).
- 1570 : Guy Fawkes, officier catholique anglais conjuré de la conspiration des Poudres († 31 janvier 1606).

### XVIIesiècle
- 1648 : Madame Guyon, Jeanne Marie Bouvier de la Motte-Guyon, mystique française († 9 juin 1717).

### XVIIIesiècle
- 1743 : Thomas Jefferson, 3e président des États-Unis de 1801 à 1809 († 4 juillet 1826).
- 1744 : Johann Andreas Naumann, ornithologue († 15 mai 1826).
- 1747 : Louis Philippe d'Orléans, duc d'Orléans et premier prince du sang († 6 novembre 1793).
- 1751 : Armand-Charles Tuffin, marquis de La Rouërie, gentilhomme breton et héros de la guerre d’indépendance américaine (30 janvier 1793).
- 1764 : Laurent de Gouvion-Saint-Cyr, maréchal d'Empire français († 17 mars 1830).
- 1794 : Hippolyte Charamaule, homme politique français († 23 janvier 1886).

### XIXesiècle
- 1808 : Antonio Meucci, inventeur italo-américain, revendiqué comme inventeur du téléphone († 18 octobre 1889).
- 1816 : Sir William Sterndale Bennett, compositeur anglais († 1er février 1875).
- 1823 : Oscar Xavier Schlömilch, mathématicien allemand († 7 février 1901).
- 1824 : Joseph-Maria Charlemagne-Baudet, architecte, dessinateur et aquarelliste russe († 8 mai 1870).
- 1825 : Thomas D'Arcy McGee, journaliste, écrivain et homme politique canado-irlandais († 7 avril 1868).
- 1828 : Josephine Butler, née Grey, féministe abolitionniste anglaise († 30 décembre 1906).
- 1841 : Louis-Ernest Barrias, sculpteur français († 4 février 1905).
- 1860 : James Ensor, peintre belge († 19 novembre 1949).
- 1866 : Butch Cassidy, hors-la-loi américain († c. 3 novembre 1908).
- 1899 : 
  - Alfred Mosher Butts, architecte américain, inventeur du jeu Scrabble († 4 avril 1993).
  - Harold Osborn, athlète américain, spécialiste du décathlon et du saut en hauteur († 5 avril 1975).

### XXesiècle
- 1901 :
  - Jacques Lacan, psychiatre et psychanalyste français († 9 septembre 1981).
  - Paul Yü Pin, cardinal chinois, archevêque de Nankin († 16 août 1978).
- 1902 : Philippe de Rothschild, pilote automobile de Formule 1, scénariste et producteur de cinéma († 20 janvier 1988).
- 1904 : Yves Congar (Georges Yves Marie dit Marie-Joseph C.), religieux, théologien puis cardinal catholique dominicain († 22 juin 1995).
- 1906 :
  - Samuel Beckett, écrivain, poète et dramaturge irlandais d'expressions anglaise et française, prix Nobel de littérature 1969 († 22 décembre 1989).
  - Ed Hamm, athlète américain, champion olympique de saut en longueur en 1928 († 25 juin 1982).
  - Bud Freeman, saxophoniste de jazz américain († 15 mars 1991).
- 1911 : Jean-Louis Lévesque, financier et philanthrope québécois († 28 décembre 1994).
- 1917 : Marcel Isy-Schwart, aventurier et conférencier français († 7 septembre 2012).
- 1919 : Howard Keel, acteur américain († 7 novembre 2004).
- 1920 :
  - Roberto Calvi, homme d'affaires italien, banquier du Vatican († 18 juin 1982).
  - Claude Cheysson, haut fonctionnaire et homme politique français († 15 octobre 2012).
  - Marthe Cohn (Hoffnung), résistante française, agent de renseignement pour la France en Allemagne.
  - Liam Cosgrave, homme politique irlandais († 4 octobre 2017).
- 1921 : Dona Ivone Lara, chanteuse et compositrice brésilienne († 16 avril 2018).
- 1922 : 
  - Julius Nyerere, homme politique tanzanien († 14 octobre 1999).
  - Jean Topart, acteur et doubleur vocal français († 29 décembre 2012).
- 1923 : 
  - Jan van Genderen, théologien, professeur et pasteur néerlandais († 23 mars 2004).
  - Hassan Ali Mansour, homme politique iranien († 27 janvier 1965).
- 1924 : 
  - Stanley Donen, réalisateur et producteur américain († 21 février 2019).
  - Roger Misès, psychanalyste et pédopsychiatre français († 23 juillet 2012).
- 1925 : Geneviève de Galard Terraube, infirmière et convoyeuse de l'air militaire française. († 30 mai 2024)
- 1926 : Marjolaine Hébert, actrice canadienne († 28 juillet 2014).
- 1927 : Maurice Ronet, acteur et réalisateur français († 14 mars 1983).
- 1931 :
  - Michel Deville, réalisateur français († 16 février 2023).
  - Robert Enrico, scénariste et réalisateur français de cinéma († 23 février 2001).
  - Dan Gurney, pilote de course automobile américain († 14 janvier 2018).
- 1933 : Jean Simon, imprésario québécois († 13 avril 2003).
- 1934 : John Muckler, joueur, entraîneur et dirigeant canadien de hockey sur glace († 4 janvier 2021).
- 1935 : Lyle Waggoner, acteur américain († 17 mars 2020).
- 1936 : 
  - Pierre Rosenberg, historien de l’art, essayiste et académicien français.
  - Joël Séria (Joël Lichtlé dit), scénariste, réalisateur, acteur et romancier français.
- 1937 : Edward Fox, acteur britannique.
- 1939 :
  - Seamus Heaney, poète irlandais, prix Nobel de littérature 1995 († 30 août 2013).
  - Paul Sorvino, acteur américain.
- 1940 :
  - Vladimir Cosma, violoniste, compositeur et chef d'orchestre roumain.
  - Jean-Marie Gustave Le Clézio, écrivain franco-mauricien, prix Nobel de littérature en 2008.
- 1941 : Jean-Marc Reiser, dessinateur français († 5 novembre 1983).
- 1942 : Bill Conti, compositeur américain de musiques de films.
- 1944 : 
  - Charles Burnett, réalisateur, scénariste et producteur américain.
  - Jack Casady, bassiste américain du groupe Jefferson Airplane.
- 1945 : Tony Dow, acteur, réalisateur et producteur américain.
- 1946 : Al Green (Albert Leornes Greene dit), auteur, compositeur, producteur et chanteur soul américain.
- 1947 :
  - Agostina Belli, actrice italienne.
  - Robert Maggiori, philosophe, éditeur, traducteur et journaliste français d'origine italienne.
- 1948 :
  - Guy Harpigny, 100e évêque de Tournai.
  - Jean-Pierre Manseau, auteur-compositeur-interprète québécois.
  - Robert Toupin, acteur québécois.
  - Ricardo Zunino pilote automobile argentin.
- 1949 :
  - Jean-Jacques Favier, spationaute français.
  - Cia Löwgren, actrice suédoise.
- 1950 : 
  - Ron Perlman, acteur américain.
  - Takao Kawaguchi, judoka japonais, champion olympique.
- 1951 :
  - Peabo Bryson, chanteur et auteur-compositeur américain.
  - Diana Çuli, romancière et femme politique albanaise.
  - Peter Davison, acteur anglais.
  - Max Weinberg, musicien américain du groupe E Street Band.
- 1952 : Gabrielle Gourdeau, écrivaine québécoise († 5 juillet 2006).
- 1953 :
  - Dany Laferrière, écrivain québécois d’origine haïtienne et académicien français.
  - Brigitte Macron née Trogneux, enseignante française, épouse du président de la République française Emmanuel Macron.
- 1954 : Jimmy Destri, musicien américain du groupe Blondie.
- 1957 : 
  - Saundra Santiago, actrice américaine.
  - Mark Tonelli, nageur australien, champion olympique.
- 1960 : 
  - Rudi Völler, footballeur allemand.
  - Olaf Ludwig, coureur cycliste allemand.
- 1962 : 
  - Hillel Slovak, guitariste de rock israélo-américain († 25 juin 1988).
  - Philippe Vatuone, gymnaste français, médaillé olympique.
- 1963 :
  - Nick Gomez, réalisateur américain de films et de séries télévisées.
  - Garry Kasparov, joueur et champion d'échecs russo-azéri devenu militant pro-démocratie et anti-poutinien.
- 1964 : Steve McCrory, boxeur américain, champion olympique († 1er août 2000).
- 1967 : Dana Barros, basketteur américain.
- 1968 : Jeanne Balibar, actrice française.
- 1969 :
  - Rafael Camino, matador espagnol.
  - Laurent Laffargue, metteur en scène de théâtre et d'opéra, réalisateur et comédien français.
  - Olivier Paccaud, homme politique français.
- 1970 : 
  - Rick Schroder, acteur américain.
  - Szilveszter Csollány, gymnaste hongrois, champion olympique († 24 janvier 2022).
- 1971 :
  - Franck Esposito, nageur français.
  - Bo Outlaw, basketteur américain.
- 1972 : Mariusz Czerkawski, joueur de hockey sur glace polonais.
- 1974 : 
  - K. Sello Duiker, romancier sud-africain († 19 janvier 2005).
  - Sergueï Gontchar, joueur de hockey sur glace russe.
- 1975 :
  - Lou Bega, chanteur allemand bavarois d'origines sicilienne et ougandaise.
  - Jasey Jay Anderson, snowboardeur canadien.
- 1976 :
  - Jonathan Brandis, acteur, réalisateur et scénariste américain († 12 novembre 2003).
  - Patrik Eliáš, joueur de hockey sur glace tchèque.
  - Dahbia Rigaud, haltérophile française.
- 1978 :
  - Arron Asham, joueur de hockey sur glace canadien.
  - Carles Puyol, footballeur catalan du FC Barcelone.
- 1979 : Baron Davis, basketteur américain.
- 1980 :
  - Rotem Cohen, auteur-compositeur et compositeur israélien.
  - Quentin Richardson, basketteur américain.
- 1981 : Gareth Bonello, auteur-compositeur-interprète de folk gallois.
- 1983 :
  - Claudio Bravo, footballeur chilien.
  - Schalk Burger, joueur de rugby sud-africain.
  - Aaron Miles, basketteur américain.
  - Ugo Monye, joueur de rugby anglais.
  - Hunter Pence, joueur de baseball américain.
- 1984 :
  - Anders Lindegaard, footballeur danois.
  - Hiro Mizushima, acteur et mannequin japonais.
  - Katarina Ristić, basketteuse slovène.
- 1986 : Lorenzo Cain, joueur de baseball américain.
- 1987 : Fabián Monzón, footballeur argentin.
- 1988 :
  - Máximo Cortés, pilote de courses automobile espagnol.
  - Petteri Koponen, basketteur finlandais.
- 1989 : Karima Benameur, footballeuse française.
- 1990 : Anastasija Sevastova, joueuse de tennis lettone.
- 1991 :
  - Matthew Borish, acteur américain.
  - Igor Kobzar, joueur de volley-ball russe.
  - Mickaël Lopes Da Veiga, athlète de Kick-boxing franco-capverdien.
  - Brankica Mihajlović, joueuse de volley-ball bosnienne.
  - Georgette Sagna, judokate sénégalaise.
  - Daniil Sobtchenko, hockeyeur sur glace russo-ukrainien († 7 septembre 2011).
- 1992 : 
  - Jett Travolta, fils des acteurs et scientologues américains John Travolta et Kelly Preston († 2 janvier 2009).
  - Péter Bernek, nageur hongrois.
- 1993 : Nemanja Dangubić, basketteur serbe.
- 1994 : Chloé Trespeuch, snowboardeuse française.
- 1997 : Karim Jallow, basketteur allemand.

## Décès

### VIesiècle
- 585 : Herménégild(e), prince wisigoth martyrisé pour sa foi catholique ou chrétienne (° v. 550, 560 ou en 564).

### VIIIesiècle
- 800 : Paul Diacre, érudit lombard (° v. 720).

### IXesiècle
- 814 : Kroum, khan de Bulgarie (° inconnue).

### XIIIesiècle
- 1279 : Boleslas le Pieux, duc polonais (° v. 1205).

### XVIesiècle
- 1592 : Bartolomeo Ammannati, architecte et sculpteur italien (° 18 juin 1511).

### XVIIesiècle
- 1605 : Boris Godounov, tsar de Russie (° v. 1551).
- 1635 : Fakhr-al-Din II, prince libanais druze (° 1572).
- 1638 : Henri II de Rohan, chef huguenot français (° 25 août 1579).
- 1695 : Jean de La Fontaine, fabuliste français (° 8 juillet 1621).

### XVIIIesiècle
- 1747 : Johann Jacob Dillenius ou Dillen, botaniste britannique d'origine allemande (° 22 décembre 1684).
- 1752 : François Chicoyneau, médecin français (° 23 avril 1672).
- 1794 :
  - Pierre-Gaspard Chaumette, révolutionnaire français, mort guillotiné (° 24 mai 1763).
  - Sébastien-Roch Nicolas de Chamfort dit Chamfort, écrivain moraliste français (° 6 avril 1741).
  - Lucile Desmoulins, femme de Camille, morte guillotinée (° 1770).

### XIXesiècle
- 1826 : Franz Danzi, compositeur allemand (° 15 juin 1763).
- 1836 : Louis de Sol de Grisolles, officier de la chouannerie français (° 29 décembre 1761).
- 1853 : Leopold Gmelin, chimiste allemand (° 2 août 1788).
- 1855 : Henry De la Beche, géologue britannique (° 10 février 1796).
- 1865 : Achille Valenciennes, zoologiste français spécialiste des poissons (° 9 août 1794).
- 1867 : frère Scubilion (Jean-Bernard Rousseau dit), enseignant catholique français des Frères des écoles chrétiennes (° 21 mars 1797).
- 1880 : Robert Fortune, botaniste britannique (° 16 septembre 1813).
- 1882 : Bruno Bauer, théologien allemand (° 6 septembre 1809).
- 1886 : 
  - Anthony Ashley-Cooper, homme politique britannique (° 27 juin 1831).
  - Anna Louisa Geertruida Bosboom-Toussaint, écrivaine néerlandaise (° 16 septembre 1812).
  - Joseph Bradford, dramaturge américain (° 24 octobre 1843).
  - John Humphrey Noyes, prédicateur américain (° 3 septembre 1811).
  - Ricardo Gaitán Obeso, homme politique colombien (° 27 mai 1851).

### XXesiècle
- 1910 : Alexandre Massé, industriel et inventeur français (° 15 février 1829).
- 1912 : Takuboku Ishikawa, écrivain japonais (° 20 février 1886).
- 1918 : Lavr Kornilov, général russe (° 18 août 1870).
- 1927 : Noël Adrien Hallé, urologue et écrivain français (° 13 décembre 1859).
- 1941 : Annie Jump Cannon, astronome américaine (° 11 décembre 1863).
- 1944 : Cécile Chaminade, pianiste et compositrice française (° 8 août 1857).
- 1945 : 
  - Ernst Cassirer, philosophe allemand (° 28 juillet 1874).
  - René Desvignes, gendarme et résistant français (° 17 octobre 1909).
- 1946 : Domenico Cigna, juriste, homme politique et journaliste italien (° 28 juillet 1878).
- 1950 : Bianca Babb, pionnière américaine et ancienne captive des Comanches (° 26 août 1956).
- 1956 : Emil Nolde, aquarelliste et peintre expressionniste allemand (° 7 août 1867).
- 1959 : Eduard van Beinum, chef d’orchestre néerlandais (° 3 septembre 1900).
- 1966 :
  - Abdel Salam Aref, président de l'Irak de 1963 à 1966 (° 1921).
  - Georges Duhamel, écrivain et académicien français, ancien secrétaire perpétuel de l'Académie française (° 30 juin 1884).
- 1967 : Nicole Berger, actrice française (° 12 juin 1934 ou 1935).
- 1968 : 
  - Pericle Patocchi, écrivain et enseignant suisse (° 11 mars 1911).
  - Albert Valentin, scénariste et réalisateur belge (° 5 août 1902).
- 1971 : Michel Brière, joueur de hockey sur glace canadien (° 21 octobre 1949).
- 1975 : François Tombalbaye, premier président du Tchad (° 15 juin 1913).
- 1983 : Theodore Stephanides, polymathe grec, héros de la « Trilogie de Corfou » de Gerald Durrell (° 21 janvier 1896).
- 1984 : Ralph Kirkpatrick, claveciniste américain (° 10 juin 1911).
- 1988 : Jean Gascon, acteur canadien (° 21 décembre 1921).
- 1990 : Luis Trenker, acteur, réalisateur, scénariste, producteur et monteur italo-autrichien (° 4 octobre 1892).
- 1992 : 
  - Maurice Sauvé, économiste et homme politique canadien (° 20 septembre 1923).
  - Georgette Dupouy, artiste peintre française (° 8 novembre 1901).
- 1996 : James Burke, gangster irlando-américain (° 5 juillet 1931).
- 1997 : Voldemar Väli, lutteur estonien (° 10 janvier 1903).
- 1998 : Bahi Ladgham, homme politique tunisien, Premier ministre de 1969 à 1970 (° 10 janvier 1913).
- 1999 :
  - Marcel Martel, auteur-compositeur et interprète québécois de musique country (° 1er février 1925).
  - Willi Stoph, homme d’État est-allemand, Premier ministre de la RDA de 1964 à 1973 et de 1976 à 1989 (° 9 juillet 1914).
- 2000 : Giorgio Bassani, écrivain italien (° 4 mars 1916).

### XXIesiècle
- 2003 : Jean Simon, imprésario québécois (° 13 avril 1933).
- 2005 :
  - Johnnie Johnson, pianiste américain (° 8 juillet 1924).
  - Philippe Volter, acteur belge (° 23 mars 1959).
- 2007 : 
  - Marie Clay, chercheuse néo-zélandaise en pédagogie (° 3 janvier 1926).
  - Raymond Marcillac, journaliste et présentateur de journal télévisé français (° 11 avril 1917).
- 2013 :
  - Chi Cheng, bassiste américain (° 15 juillet 1970).
  - Gérard Jaquet, homme politique français (° 12 janvier 1916).
  - Abdelhamid Kermali, footballeur et entraîneur de football algérien (° 24 avril 1931).
  - Vincent Montana, Jr., vibraphoniste, producteur, compositeur et arrangeur américain (° 12 février 1928).
  - Hilmar Myhra, sauteur à ski norvégien (° 4 juin 1915).
- 2015 : Günter Grass, romancier allemand, prix Nobel de littérature en 1999 (° 16 octobre 1927).
- 2017 : Georges Rol, évêque catholique français (° 22 mai 1926).
- 2018 : Miloš Forman, réalisateur tchèque (° 18 février 1932).
- 2020 :
  - Jacques Blamont, astrophysicien français (° 13 octobre 1926).
  - Alain Duret, écrivain français (° 29 octobre 1935).
  - David Giralt, athlète de sauts en longueur cubain (° 28 juin 1959).
  - Jerry Givens, bourreau américain (° 3 décembre 1952).
- 2021 : 
  - Jamal Al Qabendi, footballeur international koweïtien (° 7 avril 1959).
  - Jean-Pierre Arrignon, historien français (° 7 avril 1943).
  - Oldemiro Balói, personnalité politique mozambicaine (° 9 avril 1955).
  - Harold Bradley, joueur de foot U.S., acteur, chanteur, artiste et peintre américain (° 13 octobre 1929).
  - Yvan Daumas, peintre expressionniste français (° 15 juin 1943).
  - Vassili Golovanov, journaliste, voyageur et écrivain soviétique puis russe (° 23 décembre 1960).
  - Bob Leonard, basketteur puis entraîneur américain (° 17 juillet 1932).
  - Bernard Noël, poète, écrivain, essayiste et critique d'art français (° 19 novembre 1930).
  - Walter Spitzer, artiste peintre, lithographe et sculpteur français (° 14 juin 1927).
  - Amedeo Tommasi, pianiste et compositeur italien (° 1er décembre 1935).
  - Ruth Roberta de Souza, basketteuse brésilienne (° 3 octobre 1968).
- 2022 : 
  - Letizia Battaglia, photographe et photojournaliste italienne (° 5 mars 1935).
  - Michel Bouquet, comédien français (° 6 novembre 1925).
  - Bernard Conein, sociologue français (° 13 mai 1945).
  - Wolfgang Fahrian, footballeur allemand (° 31 mai 1941).
  - Alex Gilady, journaliste et dirigeant sportif israélien (° 9 décembre 1942).
  - Maurice Lévy, physicien français (° 7 septembre 1922).
  - Tom McCarthy, hockeyeur sur glace canadien (° 31 juillet 1960).
  - Freddy Rincón, footballeur puis entraîneur colombien (° 14 août 1966).
- 2023 : 
  - Juan Avilés Farré, historien espagnol (° 1950).
  - Craig Breen, pilote de rallye irlandais (° 2 février 1990).
  - Hocine Djoudi, juriste et diplomate algérien (° 4 mai 1930).
  - Nizar Issaoui, footballeur tunisien (° 30 septembre 1987).
  - Marilyn McReavy, volleyeuse internationale puis entraîneuse américaine (° 24 octobre 1944).
  - Bruno Muel, réalisateur français (° 30 avril 1935).
  - Mary Quant, créatrice de mode britannique (° 11 février 1930).
  - Barbara Schenker, claviériste de hard rock allemande (° 2 juillet 1966).
  - Thubten Zopa Rinpoché, moine bouddhiste et écrivain népalais (° 3 décembre 1946).
- 2024 :
  - Bruno Combes, romancier français (° 17 décembre 1962).
  - Joanna Dworakowska, joueuse d'échecs polonaise (° 21 octobre 1978).
  - Richard Horowitz, compositeur de musiques de film américain (° 6 janvier 1949).
  - Barbara Loyer, géopolitologue française (° 3 novembre 1961).
  - Faith Ringgold, artiste afro-américaine (° 8 octobre 1930).
  - Ângelo Victoriano, basketteur international puis entraîneur angolais (° 8 février 1968).
  - Barry Waddell, coureur cycliste australien (° 20 octobre 1936).
- 2025 :
  - Richard Lee Armitage, homme politique américain (° 26 avril 1945).
  - Jean Marsh, actrice britannique (° 1er juillet 1934).
  - Mario Vargas Llosa, écrivain péruvien (° 28 mars 1936).

## Célébrations

### Nationales

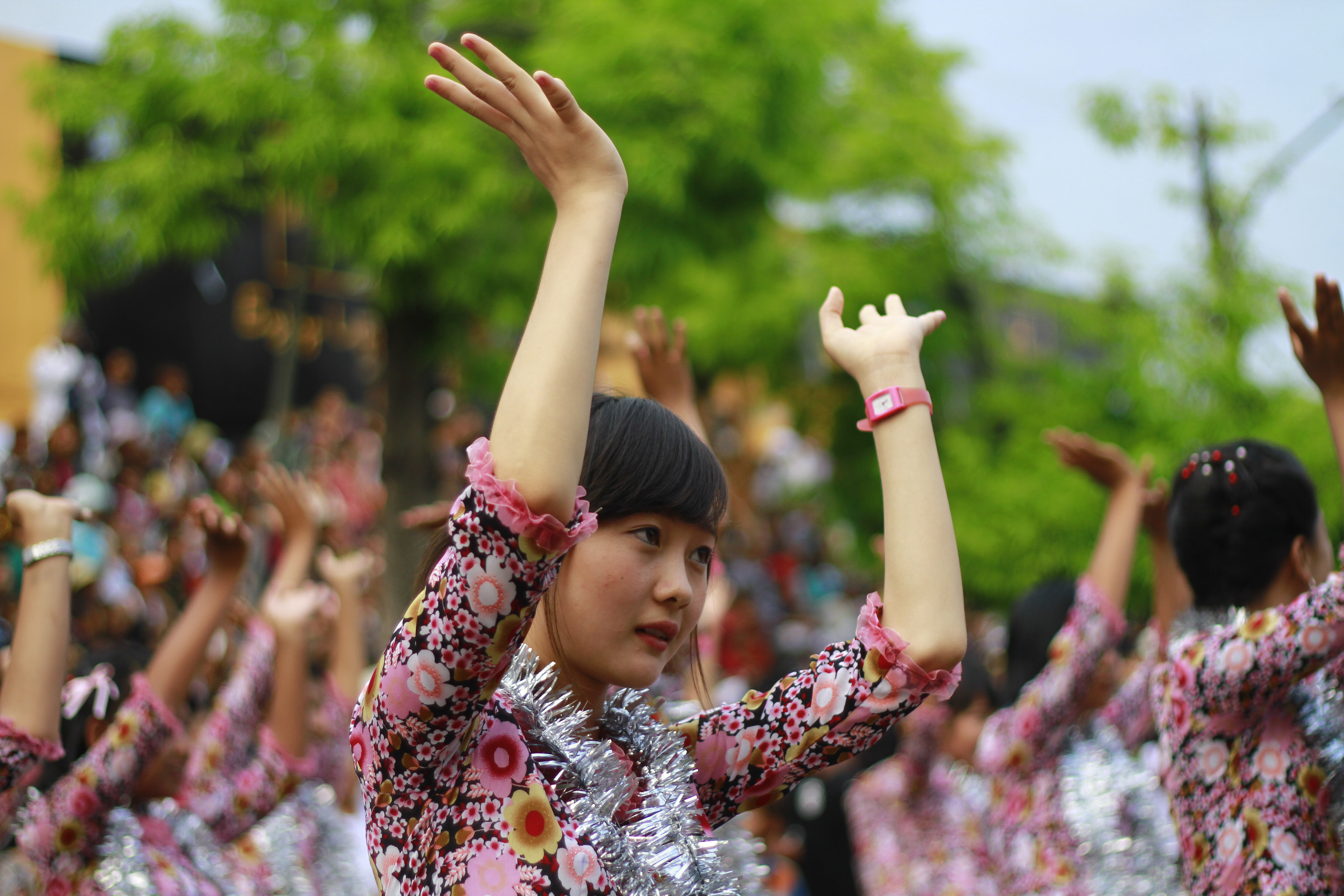
Gestes manuels chorégraphiques de danseuses burma(s) en tenues adaptées, lors de la fête de Thingyan de 2012 en Birmanie.

- Birmanie, Cambodge, Laos et Thaïlande : premier jour du nouvel an : Thingyan en Birmanie (photographie ci-contre), Chaul Chnam au Cambodge, Pimai au Laos et Songkran en Thaïlande.
- Équateur : día del maestro[7] / fête des professeurs.
- Liberland (auto-proclamé et non reconnu ni membre de l'Organisation des Nations unies, entre Croatie membre de l'Union européenne et Serbie) : fête « nationale » comme jour de la fondation de la micro-« République ».
- Calendrier romain antique : ides d'aprilis / avril (voir les sainte(s)-Ida plus loin), les premières de l'année en certaines ères historiques et leurs décomptes des calendriers romains, avec éventuellement une part de religiosité.

#### Religieuse
- Fête religieuse (musulmane) : date possible de début du mois de jeûne diurne du Ramadan (un peu plus tôt en 2022).

### Saints des Églises chrétiennes

#### Saints des Églises catholiques et orthodoxes
Référencés ci-après in fine, :
- Carpus de Pergame († 251), évêque de Thyatire, Papyle, diacre et leurs compagnons, martyrs à Pergame.
- Eleuthère le Perse († IVe siècle), martyr.
- Guinoch († 838), évêque d'Écosse.
- Herménégilde († 585 ci-avant), prince wisigoth, martyr en Espagne.
- Mars de Royat († 527), ermite puis abbé à Royat.
- Martin Ier († 656), 74e pape de 649 à 655, mort martyr (anciennement, le 12 novembre, presque six mois après et avant).
- Ours de Ravenne († 398), 17e évêque de Ravenne (voir par ailleurs les Ursin voire Ursule).
- Papylus de Pergame († 251), martyr.
- Romain de Metz († 489), 19e évêque de Metz.

#### Saints et bienheureux des Églises catholiques
Référencés ci-après in fine :
- Albertin de Font Avellane (it) († 1294), bienheureux prieur bénédictin au monastère de Fonte Avellana.
- Baudouin de Boucle († 1205), abbé bénédictin à l'abbaye Saint-Pierre de Gand.
- Caradoc de Galles (en) († 1124), ermite sur la péninsule de Gower.
- Ide de Boulogne († 1113), mère du croisé Godefroy de Bouillon, fondatrice de plusieurs monastères.
- Ida de Louvain († 1260), religieuse cistercienne de Louvain.
- Jacques de Certaldo († 1292), religieux camaldule italien.
- Jean Lockwood († 1642) et Edmund Catherick, bienheureux prêtres anglais martyrs à York.
- Marguerite de Città di Castello († 1320), bienheureux laïque vierge membre du tiers-ordre dominicain.
- Miles Gerard et Francis Dickenson († 1590), bienheureux prêtres anglais et martyrs à Rochester (Kent).
- Rolando Rivi († 1945), bienheureux séminariste italien, martyr à Monchio par des communistes.
- Sabas Reyes Salazar (it) († 1927), prêtre mexicain martyr sous le gouvernement de Plutarco Elías Calles (voir 12 avril ?).
- Scubilion († 1867), bienheureux frère des écoles chrétiennes français.
- Seraphin Morazzone (it) († 1822), bienheureux prêtre italien.

#### Saints orthodoxes
aux dates parfois "juliennes" / orientales, outre les saints œcuméniques voire pré-schismatiques ci-avant ... 

### Prénoms du jour
Bonne fête (souhaitable dès la veille) aux Ida et ses variantes : Ide, Ita, Itta et Itte (en ces ides du 13 aprilis, entre celles du 15 martius et celles du 15 maius etc.).
Et aussi aux :
- Karadeg et ses variantes bretonnes, galloises ci-avant, voire les autres celtiques : Caradec, Caradeuc, Caradoc, Karadog, etc.
- Et aux Mars.

## Traditions et superstitions

### Dictons
- « À la sainte-Ida, crains petites gelées et coup de froid. »[10]

### Astrologie
- Signe du zodiaque : 24e jour du signe astrologique du Bélier.

## Toponymie
- Les noms de plusieurs voies, places, sites ou édifices de pays ou de régions francophones contiennent cette date sous différentes graphies, en références à des événements survenus à cette même date : voir Treize-Avril .